# Assassini dei giorni di festa
Assassini dei giorni di festa (Ángeles de negro) è un film del 2002 diretto da Damiano Damiani, con Carmen Maura: è tratto dal libro omonimo dello scrittore argentino Marco Denevi.
Questo film è riconosciuto come d'interesse culturale nazionale dalla Direzione generale Cinema e audiovisivo del Ministero per i beni e le attività culturali e per il turismo italiano, in base alla delibera ministeriale del 24 marzo 2000.

## Trama
A Buenos Aires, nel 1955, una compagnia di attori squattrinati si riunisce per la veglia funebre del loro capocomico. Rimasti senza teatro e senza lavoro, decidono di sfruttare le loro capacità interpretative per piccole truffe e furti durante i funerali, fingendosi parenti o amici dei defunti. Tale nuova carriera non frutta grandi risultati finché non gli capita la grande occasione: un eccentrico e ricco imbalsamatore morto senza eredi. Per perfezionare la recita, l'attor giovane della compagnia si finge l'affranta vedova e seduce un giovane avvocato allo scopo di facilitare l'acquisizione dell'eredità. Calarsi in un ruolo femminile con tanto impegno e a tempo pieno, finisce però per far emergere prepotentemente il suo lato femminile represso e a scatenargli una crisi di identità.